# Distrito Comedia
Distrito Comedia é um canal de televisão por assinatura pertencente a Televisa Networks (Televisa) que estreou em 1 de outubro de 2012 em substituição do canal Clásico TV. Exibe programas humorísticos mexicanos.

## Programas exibidos atualmente
- Chaves (1973-1980)
- Chapolin (1973-1979)
- Chespirito (1971-1973/1980-1995)
- Al Derecho y al Derbez (1993-1995)
- Cero en Conducta (1999-2003)
- La Hora Pico (2000-2007)
- Diseñador Ambos Sexos (2001)
- Güereja de mi Vida (2001-2002)
- XHDRBZ (2002-2004)
- La Familia P.Luche (2002-2011)
- La Parodia (2002-2007)
- La Casa de la Risa (2003-2005)
- La Escuelita VIP (2004)
- El Privilegio de Mandar (2005-2006)
- Incógnito (2005-2008)
- Vecinos (2005-2008)
- ¡Qué Madre tan Padre! (2006)
- Amor Mío (2006-2008)
- Una Familia de Diez (2007)
- María de Todos los Ángeles (2009 / 2013)
- Estrella2 (2012-hoje)
- STANDparados (2013-hoje)